# Plattad påskrislav
Plattad påskrislav (Stereocaulon botryosum) är en lavart som först beskrevs av Eduard (-Stauffer) Frey, och fick sitt nu gällande namn av Ivan Mackenzie Lamb. I den svenska databasen Dyntaxa används istället namnet Stereocaulon depressum. Plattad påskrislav ingår i släktet Stereocaulon, och familjen Stereocaulaceae. Arten är reproducerande i Sverige.